# المنهاج في شرح صحيح مسلم بن الحجاج (كتاب)
المنهاج شرح صحيح مسلم بن الحجاج كتاب من تأليف يحيى بن شرف النووي. شرح متوسط جمع فيه مؤلفه بين أحكام الفقه ومعاني الحديث النبوي، بطريق التحليل اللغوي لتفسير الحديث، والأحكام الفقهية. نال الشرح انتشارًا وشهرة واسعة كمعظم مؤلفات النووي وقد وصف السخاوي الكتاب بأنه عظيم البركة.

## شرح صحيح مسلم للنووي
كتاب المنهاج في شرح صحيح مسلم بن الحجاج، المعروف بـشرح صحيح مسلم، أو شرح النووي على مسلم، هو شرح صحيح مسلم، مؤلفه يحيى بن شرف النووي، قام فيه بعمل شرح لأحاديث صحيح مسلم، وقد راعى فيه بيان الألفاظ، وإظهار مشكلها، وتوضيح غامضها، مع استنباط واستخراج الأحكام، ويعتبر شرح النووي على مسلم من أشهر شروحه، وأكثرها نفعاً.
اقتباس من المقدمة لمنهج النووي في شرح الحديث.
قال مؤلفه في مقدمة شرحه:
«شرح صحيح مسلم رحمه الله فقد استخرت الله تعالى الكريم الرؤوف الرحيم في جمع كتاب شرحه متوسط بين المختصرات والمبسوطات، لا من المختصرات المخلات، ولا من المطولات المملات، ولولا ضعف الهمم وقلة الراغبين وخوف عدم انتشار الكتاب لقلة الطالبين للمطولات لبسطته، فبلغت به ما يزيد على مائة من المجلدات، من غير تكرار ولا زيادات عاطلات، بل ذلك لكثرة فوائده وعظم عوائده الخفيات والبارزات، وهو جدير بذلك؛ فإنه كلام أفصح المخلوقات، ﷺ صلوات دائمات، لكنى أقتصر على التوسط وأحرص على ترك الإطالات، وأوثر الاختصار في كثير من الحالات».

## منهجه
قال النووي في كتابه:
«فأذكر فيه إن شاء الله جملًا من علومه الزاهرات، من أحكام الأصول والفروع والآداب والإشارات الزهديات، وبيان نفائس من أصول القواعد الشرعيات، وإيضاح معاني الألفاظ اللغوية وأسماء الرجال وضبط المشكلات، وبيان أسماء ذوي الكنى وأسماء آباء الأبناء والمبهمات، والتنبيه على لطيفة من حال بعض الرواة وغيرهم من المذكورين في بعض الأوقات، واستخراج لطائف من خفيات علم الحديث من المتون والأسانيد المستفادات، وضبط جمل من الأسماء المؤتلفات والمختلفات، والجمع بين الأحاديث التي تختلف ظاهرًا ويظن البعض من لا يحقق صناعتي الحديث والفقه وأصوله كونها متعارضات، وأنبه على ما يحضرني في الحال في الحديث من المسائل العمليات، وأشير إلى الأدلة في كل ذلك إشارات إلا في مواطن الحاجة إلى البسط للضرورات، وأحرص في جميع ذلك على الإيجاز وإيضاح العبارات، وحيث أنقل شيئًا من أسماء الرجال واللغة وضبط المشكل والأحكام والمعاني وغيرها من المنقولات، فإن كان مشهورًا لا أضيفه إلى قائليه لكثرتهم إلا نادرًا لبعض المقاصد الصالحات، وإن كان غريبًا أضفته إلى قائليه إلا أن أذهل عنه بعض المواطن لطول الكلام أو كونه مما تقدم بيانه من الأبواب الماضيات، وإذا تكرر الحديث أو الاسم أو اللفظة من اللغة ونحوها بسطت المقصود منه في أول مواضعه، وإذا مررت على الموضع الآخر ذكرت أنه تقدم شرحُه وبيانه في الباب الفلاني من الأبواب السابقات، وقد أقتصر على بيان تقدمه من غير إضافة، أو أعيد الكلام فيه لبعد الموضع الأول أو ارتباط كلام أو نحوه أو غير ذلك من المصالح المطلوبات، وأقدم في أول الكتاب جملًا من المقدمات، مما يعظم النفع به إن شاء الله تعالى ويحتاج إليه طالبو التحقيقات، وأرتب ذلك في فصول متتابعات؛ ليكون أسهل في مطالعته وأبعد من السآمات».

## صحيح مسلم
صحيح مسلم أصح كتب الحديث بعد صحيح البخاري ويمتاز عن صحيح البخاري بسلاسة تصنيفه وسهولته ولذلك كان أكثر انتشارًا بين طلبة العلم والعلماء وقد قام بشرحه كثير من العلماء، وكان من أكثر شروحه تداولًا واعتمادًا هو شرح الإمام النووي معتمدا نفس تبويب مسلم مع اختصار الأسانيد وبعض الأحاديث المكررة.
يعتبر شرح النووي لمسلم أسلس وأقرب إلى الدارس من فتح الباري شرح صحيح البخاري للإمام ابن حجر العسقلاني

## أهمية مقدمة النووي
قدم النووي للشرح بمقدمة طويلة تزيد على أربعين صفحة، استهلها بذكر أهمية العلم عمومًا وعلم الحديث خصوصًا، وأن الاعتناء به من «النصح لله ورسوله» ثم ذكر البخاري ومسلم، وقارن بينهما وذكر عزمه على شرح صحيح مسلم وبين الخطوط العامة لهذا الشرح، وخصص فقرة يشرح بها سند الكتاب، وخصص في المقدمة فصلًا لتأكيد صحة نسبة الكتاب إلى مسلم، وفصلًا لاختلاف الروايات الطفيف، وفصلًا يذكر فيه أن الصحيحين هما أصح الكتب بعد كتاب الله، والفرق بين منهج البخاري ومسلم، وفروق أخرى بينهما، وشرط الصحة عند مسلم، وفصلًا يذكر فيه دقة واحتياط المؤلف كتمييزه بين حدثنا وأخبرنا، وتوسع في المقدمة بذكر أطراف من علم الحديث والإسناد، وأن مجرد رواية مسلم عن شخص لا يعطيه درجة معينة بل لا بد من التدقيق في كيفية روايته عنه، وذكر ما استدركه العلماء على البخاري ومسلم مما يصل إلى 200 حديث، ثم ذكر انقسام الحديث لصحيح وحسن وضعيف، وخصص فصلًا من المقدمة للفرق بين الحديث الموقوف والمرفوع، وفصلًا لزيادات الثقة، وآخر عن التدليس، وفصلًا عن الاعتبار والمتابعة والشاهد والإفراد والشاذ والمنكر، وفصلًا في اختلاط الراوي نتيجة خرف أو هرم أو ذاهب بصره، وذكر استعمال الرموز في الإسناد (ثنا) حدثنا، (أنا) أخبرنا، و (ح) حاء التحويل، وفصلًا في الأسماء المتكررة المشتبهة، وعمليًا فإن مقدمة النووي في شرح مسلم فيها اختصار لمعظم علوم الحديث ولا تقتصر على كتاب صحيح مسلم.

## تبويب صحيح مسلم
من الأمور التي يستفيدها قارئ شرح النووي لصحيح مسلم، أن النووي اهتم بتبويب الكتاب، «ثم إن مسلمًا رحمه الله قد رتبَّ كتابه على أبواب، فهو مبوب في الحقيقة، ولكنه لم يذكر تراجم الأبواب فيه لئلا يزداد بها حجم الكتاب أو لغير ذلك. قلت وقد ترجم جماعة أبوابه بتراجم بعضها جيد وبعضها ليس بجيد، إما لقصور في عبارة الترجمة وإما لركاكة في لفظها وإما لغير ذلك، وأنا إن شاء الله أحرص على التعبير عنها بعبارات تليق في مواطنها، والله أعلم»

## الأمور العقائدية
ورد في شرح النووي عدة أمور عقدية منها إثبات خلق الله لأفعال العباد، وإثبات رؤية الله تعالى يوم القيامة، وأن أول واجب اعتقادي على المسلم هو تصديق النبي بكل ما جاء به دون أن يفرض عليه تعلّم أدلة المتكلمين بل الواجب الكف عن الخوض في دقائق الكلام، وقد ذكر في كتب أخرى أن التأويل يستساغ إذا دعت الحاجة إليه لرد مبتدع ونحوه وكان يرى تفويض المعنى في صفات الإتيان والنزول والأصبع والعلو. وقال عنه الذهبي في تاريخ الإسلام«مذهبه في الصفات السمعية السكوت، وإمرارها كما جاءت، وربما تأول قليلًا في "شرح مسلم"» ولا يستخدم النووي المصطلحات والتقسيمات المعروفة في كتب علماء الأشاعرة، واختلف الناس في أي مدرسة ينتسب عقديًا، ورجح السبكي أنه أشعري، قوله في حديث النزول «هذا الحديث من أحاديث الصفات، وفيه مذهبان مشهوران للعلماء...مختصرهما: أن أحدهما وهو مذهب جمهور السلف وبعض المتكلمين؛ أنه يؤمن بأنها حق على ما يليق بالله تعالى، وأن ظاهرها المتعارف في حقنا غير مراد، ولا يتكلم في تأويلها، مع اعتقاد تنزيه الله تعالى عن صفات المخلوق، وعن الانتقال والحركات، وسائر سمات الخلق. والثاني مذهب أكثر المتكلمين وجماعات من السلف وهو محكي عن مالك والأوزاعي، أننا تتأول على ما يليق بها، بحسب مواطنها، فعلى هذا تأولوا الحديث تأويلين؛ أحدهما تأويل مالك بن أنس وغيره، معناه، تنزل رحمته ووأمره وملائكته، كما يقال: (فعل السلطان كذا)، إذا فعله أتباعه بأمره .. والثاني على أنه على الاستعارة، ومعناه: الإقبال على الداعين بالإجابة واللطف، والله أعلم.» فهو في ذلك صاحب نهج متفرد في العقيدة، لا يوافق الأشاعرة في أول واجبات المسلم العقدية، ويتخذ موقفًا يشبه موقف ابن الجوزي الذي لا يعتبر تأويل الصفات تعطيلًا بل تنزيهًا كما ورد في كتابه دفع شبه التشبيه.

## فوائد من الشرح
- أكثر استدراكات الدارقطني على البخاري ومسلم قدح في أسانيدهما غير مخرج لمتون الأحاديث من حيز الصحة[8]
- الرواية بالأسانيد المتصلة ليس المقصود منها في عصرنا وكثير من الأعصار قبله إثبات ما يروى إذ لا يخلو إسناد منها عن شيخ لا يدري ما يرويه ولا يضبط ما في كتابه ضبطا يصلح لان يعتمد عليه في ثبوته وإنما المقصود بها إبقاء سلسلة الإسناد التي خصت بها هذه الأمة زادها الله كرامة.
- استدرك جماعة على البخاري ومسلم أحاديث أخلا بشرطهما فيها ونزلت عن درجة ما التزماه وقد سبقت الإشارة إلى هذا , ومن هذه كتاب الإمام الحافظ أبو الحسن على بن عمر الدارقطني المسمى الاستدراكات والتتبع وذلك في مائتي حديث مما في الكتابين
- قوله تعقيبًا على حديث «الوسوسة»: أن الخواطر على قسمين .. التي ليست بمستقرة ولا اجتلبتها شبهة ..فتدفع بالإعراض عنها .. أما الخواطر المستقرة التي أوجبتها الشبهة فإنها لا تدفع إلا بالاستدلال والنظر في إبطالها[9]

## انظرأيضًا
- الديباج على صحيح مسلم بن الحجاج ، ألفه السيوطي
- غاية الابتهاج لمقتفي أسانيد مسلم بن الحجاج
- المعلم بفوائد مسلم
- إكمال المعلم بفوائد صحيح مسلم
- صيانة صحيح مسلم